# Ушаков, Виталий Анатольевич
Вита́лий Анато́льевич Ушако́в (12 сентября 1974, Краснодар, СССР) — советский, российский и казахстанский футболист, полузащитник.

## Карьера
Футболом начал заниматься в родном городе, первым тренером был Евгений Николаевич Бузникин. Затем продолжил обучение в харьковском спортинтернате.
В 1991 году провёл 3 матча за харьковский «Маяк». С 1991 по 1992 год выступал за армавирское «Торпедо», сыграл в 39 встречах первенств СССР и России.
В 1992 году дебютировал в Высшей лиге России в составе «Кубани», сыграл 7 матчей. Ещё 2 игры провёл за «Кубань» в 1993 году, после чего перешёл в белореченский «Химик», где сыграл в 1 матче в том году.
Сезон 1994 года провёл в ростовском «Источнике», сыграл в 26 встречах.
В 1995 году вернулся в «Кубань», где провёл 39 игр и забил 4 гола. Сезон 1996 года начал в ростовском СКА, был одним из игроков, которые составляли костяк команды, провёл 6 матчей, но вскоре ушёл из клуба из-за отсутствия денег.
Завершил сезон 1996 года в тимашевском «Изумруде», сыграл 17 встреч, забил 2 мяча.
С 1997 по 1998 год выступал за таганрогское «Торпедо», провёл 70 матчей, в которых забил 9 голов.
Затем переехал в Казахстан.
С 2000 по 2002 год играл за «Елимай», провёл 78 встреч, в которых забил 5 мячей.
С 2002 по 2003 год выступал в составе «Атырау», сыграл 39 матчей, забил 2 гола и стал вице-чемпионом Казахстана в 2002 году.
Сезон 2004 года начал в «Жетысу», сыграл 11 встреч, после чего перешёл в «Тараз», где затем выступал до 2005 года, проведя за это время 39 матчей и став обладателем Кубка Казахстана в 2004 году.
С 2006 по 2007 год выступал за «Экибастузец», провёл 48 игр, в которых забил 2 мяча.
Сезон 2008 года провёл в «Актобе», в его составе сыграл 9 матчей в лиге и стал чемпионом и обладателем Кубка Казахстана.
Сезон 2009 года начал в петропавловском «Кызылжаре», провёл 9 встреч, после чего перешёл в усть-каменогорский «Восток», где и доиграл сезон, проведя 10 матчей.
В 2010 году выступал за клуб НСК (Семей) из любительской Второй лиги.

## Достижения
- Чемпион Казахстана: 2008
- Вице-чемпион Казахстана: 2002
- Обладатель Кубка Казахстана: 2004, 2008